# 李婆備
李婆備（?—?），南宋起事領袖。宋高宗建炎年間（1227年-1230年）他起兵反宋，改元「太平」。

## 年號
王應麟《玉海》、李兆洛《紀元編》記載李婆備的年號為太平。